# Norvège aux Jeux olympiques d'hiver de 1994
Cet article contient des informations sur la participation et les résultats de la Norvège aux Jeux olympiques d'hiver de 1994 qui ont eu lieu dans ce pays, plus précisément à Lillehammer. C'est la seconde fois que la Norvège organise les Jeux olympiques d'hiver après les Jeux de 1952 à Oslo. En 1994, la Norvège termine à la deuxième place du tableau des médailles, derrière la Russie avec de très bons résultats dans les épreuves de ski.
Durant les Jeux, la Norvège établit le record du plus grand nombre de médailles d'or remportés par une nation hôte avec 10. Les États-Unis égalent ce record quand ils accueillent les Jeux olympiques d'hiver de 2002 à Salt Lake City mais le Canada le bat lors des Jeux olympiques d'hiver de 2010 à Vancouver.

## Médaillés
| Médaille | Nom                                                          | Sport               | Épreuve                      |
| -------- | ------------------------------------------------------------ | ------------------- | ---------------------------- |
| Or       | Lasse Kjus                                                   | Ski alpin           | Combiné hommes               |
| Or       | Bjørn Dæhlie                                                 | Ski de fond         | 10 km classique hommes       |
| Or       | Bjørn Dæhlie                                                 | Ski de fond         | 15 km poursuite libre hommes |
| Or       | Thomas Alsgaard                                              | Ski de fond         | 30 km libre hommes           |
| Or       | Stine Lise Hattestad                                         | Ski acrobatique     | Bosses femmes                |
| Or       | Fred Børre Lundberg                                          | Combiné nordique    | Individuel hommes            |
| Or       | Espen Bredesen                                               | Saut à ski          | Tremplin normal hommes       |
| Or       | Johann Olav Koss                                             | Patinage de vitesse | 1 500 m hommes               |
| Or       | Johann Olav Koss                                             | Patinage de vitesse | 5 000 m hommes               |
| Or       | Johann Olav Koss                                             | Patinage de vitesse | 10 000 m hommes              |
| Argent   | Kjetil André Aamodt                                          | Ski alpin           | Descente hommes              |
| Argent   | Kjetil André Aamodt                                          | Ski alpin           | Combiné hommes               |
| Argent   | Bjørn Dæhlie                                                 | Ski de fond         | 30 km libre hommes           |
| Argent   | Sture Sivertsen Vegard Ulvang Thomas Alsgaard Bjørn Dæhlie   | Ski de fond         | Relais hommes 4 × 10 km      |
| Argent   | Marit Wold                                                   | Ski de fond         | 30 km classique femmes       |
| Argent   | Trude Dybendahl Inger Helene Nybråten Elin Nilsen Anita Moen | Ski de fond         | Relais 4 × 5 km femmes       |
| Argent   | Knut Tore Apeland Bjarte Engen Vik Fred Børre Lundberg       | Combiné nordique    | Par équipe hommes            |
| Argent   | Lasse Ottesen                                                | Saut à ski          | Tremplin normal hommes       |
| Argent   | Espen Bredesen                                               | Saut à ski          | Grand tremplin hommes        |
| Argent   | Kjell Storelid                                               | Patinage de vitesse | 5 000 m hommes               |
| Argent   | Kjell Storelid                                               | Patinage de vitesse | 10 000 m hommes              |
| Bronze   | Kjetil André Aamodt                                          | Ski alpin           | Super-G hommes               |
| Bronze   | Harald Christian Strand Nilsen                               | Ski alpin           | Combiné hommes               |
| Bronze   | Sture Sivertsen                                              | Ski de fond         | 50 km classique hommes       |
| Bronze   | Hilde Synnøve Lid                                            | Ski acrobatique     | Saut femmes                  |
| Bronze   | Bjarte Engen Vik                                             | Combiné nordique    | Individuel hommes            |

## Résultats

### Ski alpin
| Athlète               | Épreuve      | Course 1        | Course 2        | Total           | Total |
| Athlète               | Épreuve      | Temps           | Temps           | Temps           | Rang  |
| --------------------- | ------------ | --------------- | --------------- | --------------- | ----- |
| Lasse Kjus            | Descente     |                 |                 | 1 min 46 s 84   | 18    |
| Jan Einar Thorsen     | Descente     |                 |                 | 1 min 46 s 34   | 10    |
| Atle Skårdal          | Descente     |                 |                 | 1 min 46 s 29   | 9     |
| Kjetil André Aamodt   | Descente     |                 |                 | 1 min 45 s 79   | 2     |
| Lasse Kjus            | Super-G      |                 |                 | 1 min 34 s 02   | 12    |
| Jan Einar Thorsen     | Super-G      |                 |                 | 1 min 33 s 37   | 7     |
| Atle Skårdal          | Super-G      |                 |                 | 1 min 33 s 31   | 6     |
| Kjetil André Aamodt   | Super-G      |                 |                 | 1 min 32 s 93   | 3     |
| Ole Kristian Furuseth | Slalom géant | N'a pas terminé | –               | N'a pas terminé | –     |
| Kjetil André Aamodt   | Slalom géant | 1 min 30 s 03   | 1 min 23 s 88   | 2 min 53 s 91   | 12    |
| Lasse Kjus            | Slalom géant | 1 min 29 s 07   | 1 min 24 s 16   | 2 min 53 s 23   | 7     |
| Jan Einar Thorsen     | Slalom géant | 1 min 28 s 78   | 1 min 23 s 93   | 2 min 52 s 71   | 4     |
| Ole Kristian Furuseth | Slalom       | Disqualifié     | –               | Disqualifié     | –     |
| Lasse Kjus            | Slalom       | N'a pas terminé | –               | N'a pas terminé | –     |
| Finn Christian Jagge  | Slalom       | 1 min 02 s 16   | 1 min 01 s 03   | 2 min 03 s 19   | 6     |
| Kjetil André Aamodt   | Slalom       | 1 min 01 s 80   | N'a pas terminé | N'a pas terminé | –     |

| Athlète                        | Descente      | Slalom  | Slalom  | Total         | Total |
| Athlète                        | Temps         | Temps 1 | Temps 2 | Total Temps   | Rang  |
| ------------------------------ | ------------- | ------- | ------- | ------------- | ----- |
| Harald Christian Strand Nilsen | 1 min 39 s 05 | 51 s 59 | 48 s 50 | 3 min 19 s 14 | 3     |
| Atle Skårdal                   | 1 min 38 s 18 | 54 s 29 | 51 s 81 | 3 min 24 s 28 | 18    |
| Kjetil André Aamodt            | 1 min 37 s 49 | 51 s 77 | 49 s 29 | 3 min 18 s 55 | 2     |
| Lasse Kjus                     | 1 min 36 s 95 | 51 s 25 | 49 s 33 | 3 min 17 s 53 | 1     |

| Athlète             | Épreuve      | Course 1         | Course 2         | Total            | Total |
| Athlète             | Épreuve      | Temps            | Temps            | Temps            | Rang  |
| ------------------- | ------------ | ---------------- | ---------------- | ---------------- | ----- |
| Jeanette Lunde      | Descente     |                  |                  | 1 min 37 s 80    | 11    |
| Caroline Gedde-Dahl | Super-G      |                  |                  | 1 min 26 s 13    | 35    |
| Jeanette Lunde      | Super-G      |                  |                  | 1 min 25 s 32    | 32    |
| Marianne Kjørstad   | Super-G      |                  |                  | 1 min 23 s 83    | 22    |
| Trine Bakke Rognmo  | Slalom géant | 1 min 23 s 63    | 1 min 13 s 55    | 2 min 37 s 18    | 19    |
| Caroline Gedde-Dahl | Slalom géant | 1 min 23 s 42    | N'a pas terminée | N'a pas terminée | –     |
| Marianne Kjørstad   | Slalom géant | 1 min 21 s 81    | 1 min 12 s 98    | 2 min 34 s 79    | 8     |
| Caroline Gedde-Dahl | Slalom       | Disqualifiée     | –                | Disqualifiée     | –     |
| Trine Bakke Rognmo  | Slalom       | Disqualifiée     | –                | Disqualifiée     | –     |
| Marianne Kjørstad   | Slalom       | N'a pas terminée | –                | N'a pas terminée | –     |
| Trude Gimle         | Slalom       | 1 min 01 s 55    | 58 s 32          | 1 min 59 s 87    | 15    |

| Athlète        | Descente      | Slalom  | Slalom  | Total         | Total |
| Athlète        | Temps         | Temps 1 | Temps 2 | Total Temps   | Rang  |
| -------------- | ------------- | ------- | ------- | ------------- | ----- |
| Jeanette Lunde | 1 min 29 s 31 | 55 s 11 | 51 s 55 | 3 min 15 s 97 | 15    |

### Biathlon
Homme
| Épreuve      | Athlète              | Manqués 1 | Temps         | Rang |
| ------------ | -------------------- | --------- | ------------- | ---- |
| Sprint 10 km | Sylfest Glimsdal     | 3         | 32 min 07 s 4 | 53   |
| Sprint 10 km | Ole Einar Bjørndalen | 1         | 30 min 44 s 6 | 28   |
| Sprint 10 km | Jon Age Tyldum       | 2         | 30 min 36 s7  | 25   |
| Sprint 10 km | Ivar Michal Ulekleiv | 1         | 29 min 56 s 6 | 14   |

| Épreuve | Athlète              | Temps             | Manqués | Temps ajusté 2    | Rang |
| ------- | -------------------- | ----------------- | ------- | ----------------- | ---- |
| 20 km   | Jon Åge Tyldum       | 1 h 00 min 31 s 7 | 3       | 1 h 03 min 31 s 7 | 52   |
| 20 km   | Halvard Hanevold     | 58 min 52 s 0     | 4       | 1 h 02 min 52 s 0 | 46   |
| 20 km   | Ole Einar Bjørndalen | 57 min 51 s 0     | 4       | 1 h 01 min 51 s 0 | 36   |
| 20 km   | Sylfest Glimsdal     | 56 min 42 s 4     | 3       | 59 min 42 s 4     | 9    |

Relais hommes 4 × 7,5 km
| Athlètes                                                                  | Course    | Course            | Course |
| Athlètes                                                                  | Manqués 1 | Temps             | Rang   |
| ------------------------------------------------------------------------- | --------- | ----------------- | ------ |
| Ole Einar Bjørndalen Ivar Michal Ulekleiv Halvard Hanevold Jon Åge Tyldum | 0         | 1 h 33 min 32 s 8 | 7      |

Femme
| Épreuve       | Athlète             | Manqués1 | Temps         | Rang |
| ------------- | ------------------- | -------- | ------------- | ---- |
| Sprint 7,5 km | Hildegunn Fossen    | 4        | 29 min 16 s 2 | 47   |
| Sprint 7,5 km | Annette Sikveland   | 2        | 27 min 32 s 8 | 22   |
| Sprint 7,5 km | Ann Elen Skjelbreid | 1        | 27 min 17 s 7 | 17   |
| Sprint 7,5 km | Elin Kristiansen    | 0        | 26 min 53 s 5 | 10   |

| Épreuve | Athlète                | Temps         | Manqués | Temps ajusté 2    | Rang |
| ------- | ---------------------- | ------------- | ------- | ----------------- | ---- |
| 15 km   | Anne Elvebakk          | 55 min 29 s 8 | 5       | 1 h 00 min 29 s 8 | 59   |
| 15 km   | Gunn Margit Andreassen | 56 min 02 s 7 | 3       | 59 min 02 s 7     | 43   |
| 15 km   | Elin Kristiansen       | 54 min 04 s 2 | 3       | 57 min 04 s 2     | 31   |
| 15 km   | Hildegunn Fossen       | 52 min 55 s 4 | 3       | 55 min 55 s 4     | 21   |

Relais femmes 4 × 7,5 km
| Athlètes                                                                | Course    | Course            | Course |
| Athlètes                                                                | Manqués 1 | Temps             | Rang   |
| ----------------------------------------------------------------------- | --------- | ----------------- | ------ |
| Ann Elen Skjelbreid Annette Sikveland Hildegunn Fossen Elin Kristiansen | 2         | 1 h 54 min 08 s 1 | 4      |

1Un tour de pénalité de 150 mètres doit être skiée pour chaque cible manquée. 

2Une minute ajouté par cible manquée.

### Ski de fond
| Épreuve               | Athlète          | Course            | Course |
| Épreuve               | Athlète          | Temps             | Rang   |
| --------------------- | ---------------- | ----------------- | ------ |
| 10 km classique       | Thomas Alsgaard  | 26 min 07 s 0     | 24     |
| 10 km classique       | Vegard Ulvang    | 25 min 08 s 0     | 7      |
| 10 km classique       | Sture Sivertsen  | 24 min 59 s 7     | 5      |
| 10 km classique       | Bjørn Dæhlie     | 24 min 20 s 1     | 1      |
| 15 km poursuite libre | Sture Sivertsen  | 37 min 49 s 7     | 7      |
| 15 km poursuite libre | Bjørn Dæhlie     | 35 min 48 s 8     | 1      |
| 30 km libre           | Kristen Skjeldal | 1 h 17 min 48 s 3 | 18     |
| 30 km libre           | Egil Kristiansen | 1 h 15 min 37 s 7 | 8      |
| 30 km libre           | Bjørn Dæhlie     | 1 h 13 min 13 s 6 | 2      |
| 30 km libre           | Thomas Alsgaard  | 1 h 12 min 26 s 4 | 1      |
| 50 km classique       | Vegard Ulvang    | 2 h 10 min 40 s 0 | 10     |
| 50 km classique       | Erling Jevne     | 2 h 09 min 12 s 2 | 5      |
| 50 km classique       | Bjørn Dæhlie     | 2 h 09 min 11 s 4 | 4      |
| 50 km classique       | Sture Sivertsen  | 2 h 08 min 49 s 0 | 3      |

| Athlètes                                                   | Course            | Course |
| Athlètes                                                   | Temps             | Rang   |
| ---------------------------------------------------------- | ----------------- | ------ |
| Sture Sivertsen Vegard Ulvang Thomas Alsgaard Bjørn Dæhlie | 1 h 41 min 15 s 4 | 2      |

| Épreuve               | Athlète               | Course            | Course |
| Épreuve               | Athlète               | Temps             | Rang   |
| --------------------- | --------------------- | ----------------- | ------ |
| 5 km classique        | Elin Nilsen           | 15 min 03 s 1     | 12     |
| 5 km classique        | Trude Dybendahl       | 14 min 48 s 1     | 7      |
| 5 km classique        | Inger Helene Nybråten | 14 min 43 s 6     | 5      |
| 5 km classique        | Anita Moen            | 14 min 39 s 4     | 4      |
| 10 km poursuite libre | Elin Nilsen           | 29 min 35 s 4     | 12     |
| 10 km poursuite libre | Anita Moen            | 29 min 13 s 2     | 8      |
| 10 km poursuite libre | Trude Dybendahl       | 28 min 42 s 2     | 7      |
| 15 km libre           | Bente Martinsen       | 44 min 35 s 0     | 20     |
| 15 km libre           | Marit Wold            | 43 min 25 s 1     | 14     |
| 15 km libre           | Elin Nilsen           | 43 min 19 s 8     | 13     |
| 15 km libre           | Anita Moen            | 42 min 42 s 9     | 10     |
| 30 km classique       | Anita Moen            | 1 h 28 min 18 s 1 | 10     |
| 30 km classique       | Inger Helene Nybråten | 1 h 27 min 11 s 2 | 7      |
| 30 km classique       | Trude Dybendahl       | 1 h 26 min 52 s 6 | 4      |
| 30 km classique       | Marit Wold            | 1 h 25 min 57 s 8 | 2      |

| Athlètes                                                     | Course        | Course |
| Athlètes                                                     | Temps         | Rang   |
| ------------------------------------------------------------ | ------------- | ------ |
| Trude Dybendahl Inger Helene Nybråten Elin Nilsen Anita Moen | 57 min 42 s 6 | 2      |

### Ski acrobatique
| Athlète            | Épreuve | Qualification | Qualification | Qualification | Finale       | Finale       | Finale       |
| Athlète            | Épreuve | Temps         | Points        | Rang          | Temps        | Points       | Rang         |
| ------------------ | ------- | ------------- | ------------- | ------------- | ------------ | ------------ | ------------ |
| Hans Engelsen Eide | Bosses  | 23 s 84       | 25,06         | 8 Q           | 23 s 86      | 23,32        | 15           |
| Tor Skeie          | Saut    |               | 172,77        | 15            | Non qualifié | Non qualifié | Non qualifié |

| Athlète              | Épreuve | Qualification | Qualification | Qualification | Finale  | Finale | Finale |
| Athlète              | Épreuve | Temps         | Points        | Rang          | Temps   | Points | Rang   |
| -------------------- | ------- | ------------- | ------------- | ------------- | ------- | ------ | ------ |
| Stine Lise Hattestad | Bosses  | 31 s 83       | 24,91         | 2 Q           | 29 s 51 | 25,97  | 1      |
| Hilde Synnøve Lid    | Saut    |               | 158,70        | 2 Q           |         | 164,13 | 3      |

### Hockey sur glace

#### Groupe A
Les douze équipes participantes sont placés dans deux groupes. Après avoir joué un tournoi toutes rondes, les quatre meilleures équipes de chaque groupe se qualifient pour la phase finale où sont attribués les médailles tandis que les deux dernières équipes participent au tour de consolation qui permettent les 9, 10, 11 et 12e place.
|  | Équipe se qualifiant pour la phase de finale |
|  | Équipe participant au tour de consolation    |

| Équipe    | Matchs joués | Victoires | Défaires | Égalités | Buts pour | Buts contre | Points |
| --------- | ------------ | --------- | -------- | -------- | --------- | ----------- | ------ |
| Finlande  | 5            | 5         | 0        | 0        | 25        | 4           | 10     |
| Allemagne | 5            | 3         | 2        | 0        | 11        | 14          | 6      |
| Tchéquie  | 5            | 3         | 2        | 0        | 16        | 11          | 6      |
| Russie    | 5            | 3         | 2        | 0        | 20        | 14          | 6      |
| Autriche  | 5            | 1         | 4        | 0        | 13        | 28          | 2      |
| Norvège   | 5            | 0         | 5        | 0        | 5         | 19          | 0      |

| Norvège | 1-5 | Russie    |
| Norvège | 1-2 | Allemagne |
| Norvège | 0-4 | Finlande  |
| Norvège | 1-4 | Tchéquie  |
| Norvège | 2-4 | Autriche  |

#### Tour de consolation
| Équipe 1 | Résultat | Équipe 2 |
| -------- | -------- | -------- |
| Norvège  | 3–6      | Italie   |

Match pour la 11e place
| Équipe 1 | Résultat | Équipe 2 |
| -------- | -------- | -------- |
| Norvège  | 3–1      | Autriche |

- Composition de l'équipe:
  - Jim Marthinsen (G)
  - Rob Schistad (G)
  - Petter Salsten (D)
  - Morgan Andersen (D)
  - Tommy Jakobsen (D)
  - Jan-Roar Fagerli (D)
  - Svein Enok Nørstebø (D)
  - Svenn Erik Bjørnstad (D)
  - Geir Hoff (F)
  - Vegar Barlie (F)
  - Lars Håkon Andersen (F)
  - Ole Eskild Dahlstrøm (F)
  - Arne Billkvam (F)
  - Erik Kristiansen (F)
  - Trond Magnussen (F)
  - Petter Thoresen (F)
  - Morten Finstad (F)
  - Roy Johansen (F)
  - Tom Johansen (F)
  - Marius Rath (F)
  - Espen Knutsen (F)

Entraîneur: Bengt Ohlson

### Luge
| Athlètes                          | Manche 1     | Manche 1 | Manche 2 | Manche 2 | Total        | Total |
| Athlètes                          | Temps        | Rang     | Temps    | Rang     | Temps        | Rang  |
| --------------------------------- | ------------ | -------- | -------- | -------- | ------------ | ----- |
| Harald Rolfsen Lars-Marius Waldal | Disqualifiés | –        | –        | –        | Disqualifiés | –     |

| Athlète    | Manche 1 | Manche 1 | Manche 2 | Manche 2 | Manche 3 | Manche 3 | Manche 4 | Manche 4 | Total          | Total |
| Athlète    | Temps    | Rang     | Temps    | Rang     | Temps    | Rang     | Temps    | Rang     | Temps          | Rang  |
| ---------- | -------- | -------- | -------- | -------- | -------- | -------- | -------- | -------- | -------------- | ----- |
| Pia Wedege | 49 s 367 | 12       | 49 s 490 | 10       | 49 s 720 | 17       | 49 s 470 | 13       | 3 min 18 s 047 | 13    |

### Combiné nordique
| Athlète             | Épreuve    | Saut à ski | Saut à ski | Ski de fond Temps | Total Rang |
| Athlète             | Épreuve    | Points     | Rang       | Ski de fond Temps | Total Rang |
| ------------------- | ---------- | ---------- | ---------- | ----------------- | ---------- |
| Trond Einar Elden   | Individuel | 201,5      | 17         | 43 min 10 s 7     | 8          |
| Knut Tore Apeland   | Individuel | 204,5      | 15         | 43 min 59 s 6     | 11         |
| Bjarte Engen Vik    | Individuel | 240,5      | 3          | 40 min 26 s 2     | 3          |
| Fred Børre Lundberg | Individuel | 247,0      | 1          | 39 min 07 s 9     | 1          |

| Athlètes                                               | Saut à ski | Saut à ski | Ski de fond Temps | Total Rang |
| Athlètes                                               | Points     | Rang       | Ski de fond Temps | Total Rang |
| ------------------------------------------------------ | ---------- | ---------- | ----------------- | ---------- |
| Bjarte Engen Vik Knut Tore Apeland Fred Børre Lundberg | 672,0      | 2          | 1 h 27 min 40 s 9 | 2          |

### Patinage de vitesse sur piste courte
Homme
| Athlète                                                                       | Épreuve        | Premier tour  | Premier tour | Quart de finale | Quart de finale | Demi-finale   | Demi-finale  | Finale        | Finale       |
| Athlète                                                                       | Épreuve        | Temps         | Rang         | Temps           | Rang            | Temps         | Rang         | Temps         | Rang final   |
| ----------------------------------------------------------------------------- | -------------- | ------------- | ------------ | --------------- | --------------- | ------------- | ------------ | ------------- | ------------ |
| Bjørnar Elgetun                                                               | 500 m          | 44 s 01       | 1 Q          | 45 s 35         | 3               | Non qualifié  | Non qualifié | Non qualifié  | Non qualifié |
| Bjørnar Elgetun                                                               | 1 000 m        | 1 min 32 s 35 | 2 Q          | 1 min 30 s 96   | 3               | Non qualifié  | Non qualifié | Non qualifié  | Non qualifié |
| Bjørnar Elgetun Gisle Elvebakken Tore Klevstuen Morten Staubo Øystein Carlsen | Relais 5 000 m |               |              |                 |                 | 7 min 25 s 73 | 4 QB         | 7 min 24 s 29 | 6            |

### Saut à ski
| Athlète           | Épreuve         | Saut 1   | Saut 1 | Saut 2   | Saut 2 | Total  | Total |
| Athlète           | Épreuve         | Distance | Points | Distance | Points | Points | Rang  |
| ----------------- | --------------- | -------- | ------ | -------- | ------ | ------ | ----- |
| Bjørn Myrbakken   | Tremplin normal | 87,0 m   | 106,5  | 84,5 m   | 71,0   | 177,5  | 39    |
| Øyvind Berg       | Tremplin normal | 89,0 m   | 112,5  | 59,0 m   | 37,0   | 149,5  | 52    |
| Lasse Ottesen     | Tremplin normal | 102,5 m  | 137,5  | 98,0 m   | 130,5  | 268,0  | 2     |
| Espen Bredesen    | Tremplin normal | 100,5 m  | 140,5  | 104,0 m  | 141,5  | 282,0  | 1     |
| Stein Henrik Tuff | Grand tremplin  | 87,0 m   | 51,1   | 90,5 m   | 59,4   | 110,5  | 43    |
| Øyvind Berg       | Grand tremplin  | 112,0 m  | 99,6   | 105,5 m  | 87,4   | 187,0  | 17    |
| Lasse Ottesen     | Grand tremplin  | 117,0 m  | 109,6  | 120,0 m  | 117,0  | 226,6  | 6     |
| Espen Bredesen    | Grand tremplin  | 135,5 m  | 144,4  | 122,0 m  | 122,1  | 266,5  | 2     |

| Athlètes                                                | Résultat | Résultat |
| Athlètes                                                | Points 1 | Rang     |
| ------------------------------------------------------- | -------- | -------- |
| Espen Bredesen Lasse Ottesen Øyvind Berg Roar Ljøkelsøy | 898,8    | 4        |

### Patinage de vitesse
| Épreuve  | Athlète          | Course            | Course |
| Épreuve  | Athlète          | Temps             | Rang   |
| -------- | ---------------- | ----------------- | ------ |
| 500 m    | Roger Strøm      | N'a pas terminé   | –      |
| 500 m    | Grunde Njøs      | 36 s 66           | 7      |
| 1 000 m  | Ådne Søndrål     | Disqualifié       | –      |
| 1 000 m  | Grunde Njøs      | N'a pas terminé   | –      |
| 1 000 m  | Roger Strøm      | 1 min 13 s 74     | 7      |
| 1 500 m  | Steinar Johansen | 1 min 55 s 21     | 18     |
| 1 500 m  | Kjell Storelid   | 1 min 54 s 69     | 14     |
| 1 500 m  | Ådne Søndrål     | 1 min 53 s 13     | 4      |
| 1 500 m  | Johann Olav Koss | 1 min 51 s 29 RO  | 1      |
| 5 000 m  | Atle Vårvik      | 7 min 00 s 83     | 26     |
| 5 000 m  | Kjell Storelid   | 6 min 42 s 68     | 2      |
| 5 000 m  | Johann Olav Koss | 6 min 34 s 96 RO  | 1      |
| 10 000 m | Kjell Storelid   | 13 min 49 s 25    | 2      |
| 10 000 m | Johann Olav Koss | 13 min 30 s 55 RM | 1      |

| Épreuve | Athlète              | Course        | Course |
| Épreuve | Athlète              | Temps         | Rang   |
| ------- | -------------------- | ------------- | ------ |
| 500 m   | Edel Therese Høiseth | 40 s 20       | 8      |
| 1 000 m | Edel Therese Høiseth | 1 min 22 s 98 | 26     |